# Saint-Bauld
Saint-Bauld är en kommun i departementet Indre-et-Loire i regionen Centre-Val de Loire i de centrala delarna av Frankrike. Kommunen ligger i kantonen Loches som tillhör arrondissementet Loches. År 2018 hade Saint-Bauld 193 invånare.

## Befolkningsutveckling
Antalet invånare i kommunen Saint-Bauld
Referens:INSEE